# Agustín León Ara
Augustin Léon Ara (Santa Cruz de Tenerife, Illes Canàries, 1936) és un violinista canari.
Va començar a estudiar música amb els seus pares (Agustín León Villaverde i Maruja Aras, prestigiosos instrumentistes i pedagogs) les primeres bases musicals. Va continuar els seus estudis al Royal College of Music de Londres amb els professors Albert Sammone, Cecil Aronovitz i Alan Loveday. Posteriorment va ser alumne dels Professors André Gertler i Louis Poulet al Reial Conservatori de Música de Brussel·les (que va completar amb el primer premi) i la Reina Elisabeth Chapelle Musicale belga. És molt actiu a l'hora d'interpretar música, gairebé a tots els països d'Europa i Amèrica. És un dels violinistes espanyols més reconeguts del món. Ha gravat diversos àlbums (per exemple, per a Decca, Ariola, EMI, Phonic).
És guanyador de les competicions internacionals de Darmstadt (1957), el Concurs de violí d'Henryk Wieniawski a Poznań (1957) i Queen Elisabeth's a Brussel·les (1959). També s'ha assegut al jurat de l'11è Concurs de Wieniawski (1996).
Va ser professor de violí al Conservatori Superior de Música de Brussel·les, Conservatori Superior de Barcelona i la Jove Orquestra Nacional d'Espanya.
Augustin Léon Ara és membre de l'Acadèmia Reial de les Belles Arts i el Cavaller de l'Ordre de la Reina Isabel la Catòlica, que li fou lliurat pel Rei d'Espanya.